# San Giovanni Galermo
San Giovanni di Galermo o solamente Galermo (San Giuvanni 'i Alemmu in dialetto catanese) è un quartiere della parte nord-ovest di Catania. Dal 2013 fa parte del IV Municipio, risultato dall'accorpamento delle ex V e VI municipalità, che include anche i quartieri Cibali, Trappeto e di una parte di San Nullo.
San Giovanni di Galermo è stato un Comune autonomo fino al 1926 quando fu aggregato a Catania.

## Origini del nome
Il quartiere deve principalmente il suo nome all'antico villaggio di Galermo, che secondo la tradizione è citato per la prima volta dallo scrittore trecentesco Giovanni Boccaccio nel suo Genealogia deorum gentilium, dove l'autore fa menzione di Teodonzio, presunto storico greco probabilmente inventato, il quale a sua volta fa riferimento di un villaggio presso Catania denominato «Ganhormus», quindi facilmente confondibile con il nome latino di Palermo, ossia "Panhormus".
Secondo altre fonti più attendibili il termine Galermo deriverebbe dall'arabo Gareleme, che significa "buca" o "grotta di acqua", tesi a cui dà credito anche lo storico cinquecentesco siciliano Tommaso Fazello, mentre invece, secondo lo storico galermitano del XX secolo Salvatore Costante, il toponimo ha derivazione dal greco Chalermo, a sua volta derivato da Charermo, contrazione della radice cha-, presente in parole come chasma (caverna, grotta, voragine), e della parola érēmos (eremo, deserto, abbandonato), quindi il significato sarebbe "caverna abbandonata".
Nel XIV secolo, il villaggio di Galermo assunse la denominazione San Giovanni di Galermo, in onore al santo patrono Giovanni Battista, al quale la Chiesa Madre è dedicata.

## Geografia fisica
Si trova nell'estrema parte nordoccidentale del territorio comunale, a 310 metri s.l.m., al di là della tangenziale di Catania. Il suo territorio, fisicamente quasi esterno a quello del comune di Catania di cui fa parte, confina a sud-ovest con Misterbianco e la sua frazione di Belsito, ad ovest con la frazione Campanarazzu (sito di Misterbianco vecchia), a nord-ovest con San Pietro Clarenza, a nord e a nord-est con Mascalucia, a est con Gravina di Catania e a sud, per la parte con cui il territorio è contiguo a Catania col quartiere Trappeto. Spesso San Giovanni di Galermo è considerato un tutt'uno con i separati quartieri di Balatelle a nord e Misericordia a sud, per via del fitto tessuto urbano delle case popolari.

## Storia
Villaggio di probabile origine ellenica, l'antico casale di Galermo fu probabilmente fondato dai Calcidesi e secondo alcune fonti greche e romane nel III secolo d.C. vi erano le domus della famiglia aristocratica di Sant'Agata, patrona dell'intera città, testimonianze che coincidono con la tradizione orale, secondo cui Sant'Agata sia nata o abbia vissuto nei pressi di via Immacolata. 
In seguito appartenne alla Diocesi di Catania fino al 1641, anno in cui fu ceduto a Girolamo Gravina, esponente della nobile famiglia di origine normanna. Sotto i Gravina, il casale etneo fu unito al vicino feudo di Plachi (l'odierna Gravina di Catania), anch'esso di loro proprietà. Il feudo passò nel 1686 ai Valguarnera, avendo l'unica figlia del Gravina, Marianna, contratto matrimonio nel medesimo anno con Giuseppe Valguarnera Grafeo dei principi di Gangi. Gravemente danneggiato dall'Eruzione dell'Etna del 1669 e dal violento Terremoto del Val di Noto del 1693, in entrambe le situazioni venne poi ricostruito nello stesso luogo.
Nel 1820 fu costituito in Comune autonomo a seguito della riforma amministrativa del 1817, ed inserito nel Circondario di Mascalucia, appartenente al Distretto di Catania: il centro, borgo agricolo, contava ai tempi poco più di un migliaio di abitanti.
Con Regio decreto 21 febbraio 1926, n. 374, il Comune di San Giovanni di Galermo venne soppresso e aggregato al Comune di Catania, divenendone quindi frazione. Fino a quell'epoca, il borgo mantenne il carattere rurale che aveva sempre avuto: anche la piazza Chiesa Madre, vero centro del villaggio, era definito da elementi architettonici di scarso valore ed era caratterizzato dalla presenza di piccoli edifici e terreni agricoli.
Un primo intervento che modificò l'assetto dell'abitato fu, sempre in epoca fascista, la realizzazione di una strada intercomunale che collegava Catania con il comune di San Pietro Clarenza (la via San Pietro Clarenza).
Fu a partire dal Secondo Dopoguerra che San Giovanni di Galermo vide modificare il proprio assetto urbanistico, in particolare dopo l'approvazione del PRGC di Luigi Piccinato del 1964, che prevedeva la costruzione di alloggi popolari per 13.000 abitanti. Il piano fu applicato solo parzialmente, poiché gli alloggi popolari ivi edificati ospitarono solo metà degli abitanti previsti, e ciò fu dovuto all'imperversare nella zona del fenomeno dell'abusivismo edilizio. La popolazione registrò un notevole incremento, grazie all'afflusso di numerosi abitanti degli altri quartieri di Catania - in modo particolare di quelli del centro storico - che vi si stabilirono e lo scelsero come "quartiere dormitorio", passando dalle poche migliaia di unità a oltre 14.000 alla vigilia degli anni 2000.
San Giovanni di Galermo, all'interno del territorio comunale di Catania, ha rappresentato una Circoscrizione a sé stante dal 1978, rimasta intatta nel 1995 quando divenne V Municipalità. Poi in seguito alla delibera del Consiglio Comunale n° 13 del 12 dicembre del 2013, che ha ridotto le 10 Municipalità a 6 Circoscrizioni, San Giovanni di Galermo è stata inserita nella IV Circoscrizione, la quale comprende anche i quartieri di Cibali, Trappeto e di una parte di San Nullo.

## Società

### Evoluzione demografica
Abitanti censiti

## Monumenti e luoghi d'interesse

### Architetture religiose
- Chiesa di San Giovanni Battista, piazza Chiesa Madre, 16, risalente al 1130[10]
- Chiesa dell'Immacolata, via dell'Immacolata (1748)
- Chiesa della Madonna delle Grazie, via Mariani (XVIII secolo)
- Chiesa di Sant'Antonio Abate e San Giuseppe, via San Giovanni Battista, 89, (XVIII secolo)
- Chiesa dello Spirito Santo, via Coccio (1966)
- Chiesa dei Santi Zaccaria ed Elisabetta (2015)

## Urbanistica
La strada principale è la via San Giovanni Battista, che rappresenta l'ingresso alla frazione dalla parte sud, il cui tratto termina in piazza Grande, e attraversata quest'ultima, c'è la via della Montagna che si conclude in piazza Chiesa Madre, che rappresenta il nucleo storico attorno al quale si sviluppò l'antico abitato di San Giovanni di Galermo. Altre strade importanti della "parte antica" di San Giovanni di Galermo sono la via Calvario, proseguimento della via della Montagna verso nord e che inizia dalla piazza Chiesa Madre, cambiando poi nome in via Macello e biforcandosi nelle due direttrici per Mascalucia e Gravina di Catania (Via Allegria); la via della Misericordia che si trova a sud, dà il nome al quartiere e conduce verso sud-ovest per Misterbianco; la già menzionata via San Pietro Clarenza e la via Girolamo Gravina, che da piazza Grande conduce verso est per Gravina di Catania.
La "parte moderna" è rappresentata dalle zone di edilizia popolare sviluppatesi negli anni sessanta-settanta, ovvero la via Don Giovanni Minzoni nella parte sud-ovest dell'abitato; da quelle del quartiere Balatelle a nord-ovest e dalla zona residenziale a est al confine col comune di Gravina. Nell'ultimo paio di decenni, dalla via Don Giovanni Minzoni, pensata come circonvallazione del borgo, l'asse viario è stato prolungato verso nord integrando strade già esistenti e comprendendo interi tratti di nuova costruzione; incrocia quindi la Via San Pietro Clarenza prima per poi terminare nella via Macello come via Orsa Minore, dopo aver lambito le case popolari di Balatelle. Questo ha consentito una notevole riduzione del traffico veicolare, soprattutto dei pendolari residenti nei comuni pedemontani, attraversante il centro del paese.
Nel territorio di San Giovanni di Galermo sono concentrate un discreto numero di attività commerciali; sono presenti tre plessi di scuola primaria e uno di scuola secondaria, facente tutte parte del medesimo Istituto Comprensivo "Salvatore Quasimodo". Particolarmente carente per quel che concerne gli spazi verdi, nel quartiere non esiste alcun giardino pubblico. In via della Misericordia è presente il cimitero comunale di San Giovanni di Galermo. Considerato da sempre un quartiere di frontiera, oltre all'abusivismo selvaggio prima ricordato, San Giovanni di Galermo versa in un generalizzato stato di degrado, denunciato a più riprese dalla cittadinanza, dagli organi di stampa e da rappresentanti politici di vario colore. Oltre al non completamento di alcune opere importanti (come l'asse viario "nord-ovest" e quello da Via Don Giovanni Minzoni a Via Orsa Minore, che è rimasto incompiuto nella parte centrale per la mancanza dei fondi necessari agli espropri, originando pure un contenzioso giudiziario), molto esteso è il fenomeno delle discariche abusive (micro-discariche), localizzate in diversi punti del territorio e che nel periodo estivo sono spesso soggette ad incendi.

## Infrastrutture e trasporti

### Mobilità urbana
Il quartiere è servito da diverse linee di autobus urbani gestiti da AMT con i seguenti percorsi: 
- 442 stazione centrale-via etnea-Borgo-Gioeni-Trappeto nord-San Giovanni Galermo-Carrubbella-via Passo Gravina-Gioeni-Borgo-via Etnea-corso Sicilia-Civita-Piazza Paolo Borsellino-stazione centrale.
- 726 piazza Borsa-Cibali-via Galermo-San Giovanni di Galermo e viceversa.
- 701 circolare di quartiere Don Minzoni-Badia-Balatelle che si spinge fino ai confini con Gravina e Mascalucia.

Fino a qualche anno fa era in esercizio la linea 259 con partenza da piazzale Raffaello Sanzio, copriva Gravina di Catania e la parte orientale di San Giovanni di Galermo, ormai soppressa.